# サモンナイト3
『サモンナイト3』（Summon Night3）は、2003年8月7日にバンプレスト（後のバンダイナムコエンターテインメント）から発売されたPlayStation 2用シミュレーションRPG。

## 概要
サモンナイトシリーズの第3弾（シリーズ通算では4作目）。2012年10月4日にはPlayStation Portable版が発売された。
ストーリーは第1作『サモンナイト』の「無色の派閥の乱」と、それに続く第2作『サモンナイト2』の「傀儡（かいらい）戦争」から約20年ほど前に遡る。舞台はリィンバウムの地図にも示されない場所、かつては無色の派閥の実験場として使われていた小さな島である。

## ゲームシステム
基本的なシステムは前2作を継承しているが、今作からはバトルフィールドで視点が360度回転でき、攻撃や戦闘終了などの際にキャラクターの台詞が入る（主人公には声があてられていないため代わりに効果音が入る）。またハードがPlayStation 2となったことに伴い、グラフィックが大幅に向上している。また、夜会話でキャラクターがプレイヤーと向かい合うように設定されているなど、前作までよりも色々と工夫されている点が多い。本作もクリア後の番外編が存在し、前作のキャラクターが登場している。
ブレイブクリア
一定の条件を満たしてイベントバトルに勝利することによって、新たなパーティ能力を得たり、ブレイブメダルを獲得できる。
PS2版では「規定以下のレベルのキャラクターのみで参戦し、戦闘不能者を一人も出さず、なおかつ回復アイテムの使用が3回以内」がブレイブクリアの条件。
PSP版では「各キャラクターは自身より低レベルの敵を倒さない(倒さなければ参戦は可能)」「戦闘不能者を出さない」「回復アイテムの使用が3回以内」などの共通の条件の他、各バトルごとに追加の条件が指定され、一部の条件しか満たせなくても満たした条件に応じてブレイブメダルが獲得できるようになっている。
パーティ能力
自軍全体に効果がある特殊能力。隠しアイテムを入手したり、自軍に有利な特殊効果を及ぼすなど、種類はさまざま。条件(ブレイブクリア回数・特定行動の回数など)を満たすことで開放される。
PSP版ではブレイブメダルを消費して取得する。
PS2版では4つまで使用可能だったがPSP版では制限は撤廃された。
召喚ユニット育成
今作の召喚ユニット（友達召喚獣を含む）は戦闘後に経験値を振り分けることができない代わりに、「フード」と呼ばれるアイテムを食べさせることで召喚ユニットを成長させていく。召喚ユニットのレベルを上げるレベルフードと、特殊能力を覚えるスキルフードの二種類があり、召喚獣によって好物が決まっている。
協力召喚（PS2版のみ）
複数のキャラクターが同時に召喚術を唱えることにより、通常よりも強力な召喚術が使用できるというもの。特定の条件を満たしていなければ使用できない（発動者以外のMPは消費されない）。

### 本作独自のシステム
抜剣覚醒（ばっけんかくせい）
主人公が使用できる特殊能力で、コマンドで選択するか主人公の戦闘不能によって発動する。ユニット能力が大幅に底上げされる他、サモナイト石が壊れる危険性を代償にして召喚術を強化する「暴走召喚」が使用可能になる。ただし、使いすぎると物語に重大な影響を及ぼすこともある。
授業会話
アドベンチャーパートで行われる、主人公と生徒の授業。これによって生徒と友達召喚獣を育成する。会話中の選択肢によって、生徒が専用召喚術を覚えたり、アクセサリやユニット召喚獣用フードを入手できる。

### PSP版から導入されたシステム
武器交換
次作『サモンナイト4』で導入されているシステム。武器を2つまで装備でき、戦闘中の装備の交換が可能。
サモンアシスト
召喚魔法の威力・効果を上昇させたり、召喚ランクを下げたりできる。PS2版の協力召喚はサモンアシストに合わせる形で仕様変更された。なお、協力召喚とは違いアシスト参加者はMPを消費する。

## ストーリー
主人公はとある事情で帝国軍を退役した元軍人。帝国屈指の豪商・マルティーニ家の当主から彼の子供の家庭教師の依頼を受け、その子供と共に工船都市パスティスへ向かう船へと乗り込む。しかし航海の途中船が海賊の襲撃に遭ってしまい、さらに突然発生した嵐によって生徒が海へ投げ出されてしまう。主人公は生徒を助けようと海に飛び込むが、荒波に翻弄され意識を失いかける。その時「力が欲しいか?」という謎の声が聞こえ、生徒を助けるための力が欲しい主人公はその手を伸ばした。
主人公が意識を取り戻すと、そこは無人の砂浜だった。何とか状況を把握すると、近くで生徒の叫び声が聞こえる。小さい召喚獣をはぐれ召喚獣から庇おうとする生徒を今度こそ助けたいと思う主人公の頭の中で、意識を失いかけた時の声が響く。その直後に主人公の姿が変貌し、何も持っていなかったはずの手に碧に輝く剣が現れた。その剣の力ではぐれ召喚獣を撃破した主人公。生徒は恐怖から開放され、主人公に泣きつくのだった。
そして主人公は船を襲撃した海賊の客分として迎えられたり、流れ着いた島の住人と出会ったりするうちに、自分が持っている剣の秘密、そして剣と島の関係について知っていくこととなる。
物語の時系列はシリーズ全体で最も古い。

## 登場キャラクター

### 主人公
元は優秀な軍人であり、現新米家庭教師の若者。とある事件が原因で所属していた帝国陸軍を退役し、家庭教師としての道を選ぶ。生徒との船旅の最中、ふとしたきっかけから不思議な力を持った剣を手にしてしまい、流れ着いた島で数奇な運命に巻き込まれていく。名称変更可能だが、変更した場合は他のキャラクターが音声付で名前を呼ばなくなる。
共通の呼称は「先生」。男性は「レックス」、「レックスさん」など。女性は「アティ」、「アティさん」などがあるが、カイルやヤッファは「先生」の他に「あんた」や「お前」とも呼ぶ。呼び捨てはアルディラやファリエル、フレイズとの会話で比較的多く見られるが、ソノラも稀に呼び捨てにすることがある。
出身は帝国の外れのとある田舎の村。両親は目の前で旧王国軍に殺され（小説版では激情に駆られ、兵士を殺害したことが示唆されている）、笑うことを自己防衛とし一時期精神崩壊に至ったことがある。しかし、周囲の人の絶え間ない応援と努力によって快癒する。「心を開いて言葉を重ねれば、必ず相手と分かり合える」と一途に信じる行動原理も、この経験から来ている。
村人の援助で軍学校に特待生として入学し、首席で卒業したエリートであったが、自身の過失（命乞いをした旧王国の工作員を見逃す）により列車を乗っ取られた事件を一人で解決し、上層部によって不祥事をもみ消すために英雄に祭り上げられ、それに納得がいかず退役。普段は周囲に「任務に失敗して退役、両親は事故で亡くした」と話している。また、この時救助したマルティーニ家の当主が主人公の活躍を目の当たりにしたこととその顛末を知ったことが、自身の子供の教育を任せるきっかけとなった。
意志の強さ、魔力や魂の特殊な波長が合致したことから、魔剣の片割れ「碧の賢帝（シャルトス）」の「適格者」となる。魔剣は忘れられた島の遺跡の中枢に封じられた意識と繋がっており、遺跡を介して強大な力を振るうことができる。しかし、遺跡の強い負の感情とリンクしてしまうため、遺跡の意識に精神を乗っ取られる危険性を孕んでいる。事実、非道を働く無色の派閥の襲撃において感情を爆発させた結果、圧倒的な力と共にその意識までも主人公の表層に現れた。
同じ適格者であるイスラに碧の賢帝を砕かれたことで心が折れてしまったが、生徒や仲間との絆により心を取り戻す。本来は敵であるウィゼルの助力により、折れた碧の賢帝は「果てしなき蒼（ウィスタリアス）」として蘇る。
後に勃発した「傀儡戦争」においても、アズリア率いる帝国軍と協力して国境付近に迫っていた悪魔の軍勢を撃退するために「果てしなき蒼」の力を発動したと思われる記録が残っている（しかし島の住人は傀儡戦争のことを知らない）。
カルマルートでは、アズリアが殺害されたことで怒りに身を任せて抜剣覚醒し、無色の派閥を撃退する。その際、魔剣に意識を乗っ取られそうになるがハイネルに助けられ、彼やファリエル、生徒から抜剣覚醒しないようにと忠告される。しかし、仲間を助けるために魔剣に意識を乗っ取られるのも厭わず抜剣覚醒し、オルドレイクら無色の派閥を皆殺しにする。最後は何とか意識を保っている間に仲間に別れを告げ、消息を絶つ。
レックス
声 - 櫻井孝宏（サモンナイト5）
男性主人公。とてもお人好しな赤い髪の男性。確固たる意志を持ちつつも優柔不断なところがある。帝国軍に所属していた若者。エリートコースである軍を辞めたあと、マルティーニ家の当主に頼まれて、子息(息女)の家庭教師となった。士官学校の同期でもあるアズリア曰く、「（相変わらず）女性の扱いが下手」。好物はナウバの実（バナナのような果物）で宝物は父親からもらった懐中時計。
アティ
声 - 川澄綾子（サモンナイト5、PROJECT X ZONE 2:BRAVE NEW WORLD）
女性主人公。おっとりとした赤い髪の女性。基本的に敬語で礼儀正しく、しっかりした部分を持ちつつも無自覚にズレた言動を見せる。軍学校を出席で卒業。帝国軍に所属していたが、とある事件をきっかけに退役。その後、マルティーニ家の子息(息女)の家庭教師となった。サイハイの白い編み上げブーツを履いている。スタイル抜群で水着はビキニ派。
『PROJECT X ZONE 2:BRAVE NEW WORLD』にも登場、プニムなどの召喚術を駆使して戦う。

### 生徒
帝国屈指の豪商・マルティーニ家の嫡子。ゲーム序盤の選択肢によって生徒となるキャラクターが決定される。中盤からは仲間として戦闘にも加わることになる。本作品ではパートナーではなく、生徒という位置づけである。本作に登場する生徒は全部で４人おり、それぞれに友達召喚獣という、その生徒にしか使えない専用の召喚獣が設定されている。
番外編ではいずれも島に住み着いている。主人公と共に島を守っており、「不滅の炎（フォイアルディア）」を使う抜剣者になっている。「不滅の炎」については後に発売された本編と番外編の間の話を描いた小説で明かされている。また、ある人物によると主人公やイスラの資質に及ばないが適格者であるらしく、ハイネルが護衛のために召喚獣を遣わせて護らせていた。
ナップ
声 - 小松里賀、私市淳（番外編）
やんちゃでいたずら好きな少年だが、強い者に憧れを抱き「立派な帝国軍人」になりたいと思っている。ただし、勉強は嫌い。口は荒いが根は優しく、子供らしい素直な一面を持っている。機界ロレイラルの召喚獣・アールと出会い、友達になる。クラスチェンジ次第で斧を装備できるようになる。小説版では軍学校に入学しており夏期休暇で「忘れられた島」に戻るが、無色の派閥が関わる事件に巻き込まれてしまう。事件の最中ある人物から魔剣を受け継ぎ、幼いながら抜剣者となった。
召喚術よりも直接攻撃が得意。成長すると大剣が使えるようになる。
ベルフラウ
声 - かかずゆみ
少々世間知らずで勝気なお嬢様。わがままにも見えるが、口にしたことが嘘にならないよう、陰でこっそり努力する部分も持っている。鬼妖界シルターンの召喚獣・オニビと出会い、友達になる。
「強くて綺麗で頭も良い、理想の大人の女性」であるとして、アルディラのことを「お姉様」と呼んで慕うようになる。
マルルゥと並ぶ数少ない弓使いの一人。クラスチェンジ次第で銃を装備できるようになる。胸が小さい事にコンプレックスを持っている（番外編においても）。
弓による遠距離攻撃が特徴でもあり、魔法攻撃力を高めるとオニビが持つ召喚魔法の威力が上昇する。
アリーゼ
声 - 釘宮理恵
内気で大人しい少女。人見知りが激しく思っていることをなかなか口に出せないが、根はおしゃべり好きで一度打ち解けた相手には延々としゃべり続ける。読書好きで自分でお話を作ったりすることも。霊界サプレスの召喚獣・キユピーと出会い、友達になる。
文学少女で文才も確かなものがある。青空学校の教材として彼女が書いた物語が取り上げられるほど。
回復に特化した召喚師タイプのキャラクターだが、クラスチェンジ次第で剣を装備できるようになる。
ウィル
声 - 進藤尚美、戸北宗寛（番外編）
冷めたように見える物静かな少年。何でもそつなくこなせる才能を持っているが、それゆえに他人に対して冷たい態度をとったり、皮肉を言う癖がある。小動物のような言葉を話さない相手にはとても優しい一面を見せる。幻獣界メイトルパの召喚獣・テコと出会い、友達になる。
剣術を得意とする一方、回復にも攻撃にも秀でた獣属性召喚術の使い手でもあるキャラクター。クラスチェンジ次第で刀を装備できるようになる。

### 友達召喚獣
「忘れられた島」で生徒と出会い、友達になったはぐれ召喚獣。選んだ生徒によって自動的に決定される。生徒専用の召喚術・ユニット召喚獣として、戦闘に参加させることが出来る。実は生徒と出会ったのは偶然ではなく、ハイネルが主人公と生徒の手助けとなるよう使役したもの。
アール
声 - 神田朱未
機界ロレイラルの召喚獣。小さなロボットで、プラグ状の尻尾を持っている。砂浜で襲われていたところをナップに助けられ、友達になる。
鳴き声は「ガガガ」や「ピッピー！」など。名前の由来はお腹に「R」と書かれていたからである。
レベル3召喚では巨大な本体（？）が飛来、合体する。その際には頭部パーツとなる。
オニビ
声 - 野田順子
鬼妖界シルターンの召喚獣。力自慢の火焔妖。砂浜で襲われていたところをベルフラウに助けられ、友達になる。
鳴き声は「ビービー」など。名前の由来は見た目から。
レベル3召喚では紅い獅子に変身。といっても、見た目は鬣の生えた子猫。
キユピー
声 - ゆかな
霊界サプレスの召喚獣。お茶目でのんきな天使の子。いつも寝ているような雰囲気。砂浜で襲われていたところをアリーゼに助けられ、友達になる。
鳴き声は「キュキュ〜」や「キュピ〜」など。名前の由来もそれにちなんでいる。友達召喚獣の中では唯一の女の子。
レベル3召喚では少女姿の天使に変身（成長？）する。
テコ
声 - 夏樹リオ
幻獣界メイトルパの召喚獣。二本足で歩く猫のような姿をしている。鼻メガネが特徴。魔導書を持っているほど頭脳明晰。砂浜で襲われていたところをウィルに助けられ、友達になる。
鳴き声は「ミャミャー」や「フミィ〜」など。名前の由来はテコテコと歩くからである。
レベル3召喚では手足が伸びてスタイルが良くなり（成長後の姿？）、尻尾が長くなる。その際は黒いグローブに緑のスカーフと十字型のアクセサリーが付いたハーフパンツを着用しており、魔導書が大きくなっている。魔導書のページに顔だけではあるが炎を吐くドラゴンが登場する。
過去のサモンナイトオフィシャルウェブサイトにて実施された「好きな召喚獣ランキング」でベスト3で3位を飾るほど、召喚獣の中ではかなり人気が高い。

### カイル一家
主人公が乗っていた定期船を襲撃した、海賊団カイル一家の海賊たち。島を脱出するために、やむなく主人公と生徒は船を持っている(嵐で壊れていたが)彼らと共同生活を送る事になるが、共に暮らすうちにかけがえのない仲間へとなっていく。普段は略奪行為などは行わない、海洋冒険家として活動する海賊である。小説版では頻繁に島に来ているようで、ロレイラル製と思われる無線機を緊急時などに使用している模様。
カイル
声 - 松本保典
一家の3代目頭領兼操舵手。野性的で筋骨たくましい青年だが、少年のような瞳のため粗野な印象は無い。竹を割ったような気質の持ち主で、頼りになる兄貴的な人物。
格闘術とストラ（気功のような術）の使い手で、その恵まれた体格と相まってその力はかなりのもの。また頭も切れ、頭領としての力量も高い。漁師の家に生まれたからか根っから海が好きで、海賊になったきっかけも、それが高じて潜り込んだ船がたまたま海賊船だったため。
『サモンナイト2』のモーリンの叔父でもある。
ソノラ
声 - 神田朱未
一家の砲撃手でカイルの妹分。カイルを「アニキ」と呼んで慕っているが、実の兄妹でない。家族で船旅をしていた際に乗っていた船が嵐で遭難し、漂流していたところを海賊船に救われたという過去を持つ。
海賊団という男所帯で育ったせいか、口調はやや乱暴ではあるが、人を思いやる優しさも持っている。喜怒哀楽が激しく感情を表に出すタイプ。自分の感情に素直なその性格がファリエルから憧れられており、正体を明かされた際に意気投合し親友になっている。
女性ゆえ力は弱いが、海賊団の一員である以上は足手まといにはなりたくないと銃の扱いを学び、今ではリボルバー式のピストルや大砲など銃火器全般の扱いに精通するまでになった。ただ、火薬マニアでトリガーハッピーという困った性癖まで身についてしまっている。物語当初は銃を所持していたが冒頭の戦いで失ってしまい、島の異変の解決のために護人から供与されるまでは投具を使用していた（島では銃の取り扱いに護人の許可が必要）。クラスチェンジ次第で刀を装備できるようになる。
スカーレル
声 - 小野坂昌也
一家のご意見番兼航海士。先代からカイルたちの後見人を頼まれている。派手でしゃれた衣装を着こなす、一見女性のような細身の青年。
オネエ言葉を話し、唇には紫色のルージュをひいているが、いわゆるオカマではない。この手の人間にありがちな気持ち悪さや不自然さは一切なく、派手だが趣味のいい服装や洗練された物腰からは、そこらの女性顔負けの色気すら漂わせるほど。また、この設定のためか、一部の女性用防具を装備できる。タコが嫌い。
人をからかうような言動が目立つが、実際は落ち着きのある性格で物事の裏を見通したり、人の心理を読む洞察力に長けている。また、非常時においても冷静かつ客観的で、常に現実的な観点から物事を判断する。
時に冷酷非情とも受け取られるその言動は、海賊団に入る前の彼の過去に関係があるらしいが、詳しい経緯は頭領であるカイルも知らない。
かつては犯罪組織「紅き手袋」の暗殺者だった。「珊瑚の毒蛇」と呼ばれるほどの優秀な毒使いで、ヘイゼルとは同輩の関係にあたる。ヤードとは同じ村で育った幼なじみ。幼少時に住んでいた村がオルドレイクの儀式によって消滅するも運良く生き残り、その折に無色の派閥に拾われて、無色と協力関係にある「紅き手袋」に引き渡され、殺し屋として育てられる。自身の運命を諦観し、生き延びるために組織の元で働いていたが、任務に失敗した仲間の始末を拒んで脱走。追っ手に追われていたところをカイルの先代に拾われる。小説版ではナップと入れ替わる形で下船しており、昔の知り合いの形跡をたどって聖王国に向かうらしい。本人曰く「後見人はもう必要ない」とのこと。
ヤード・グレナーゼ
声 - 三浦祥朗
一家の客人。スカーレルとは同じ村で育った幼なじみ。真面目で穏やかな気質の青年だが、思い詰めると怖い一面もあり。霊属性の召喚術を得意とする召喚師。
無類のお茶好きで、そのこだわりようはかなりのもの。書道もたしなみ、ミスミに手ほどきをしていた。少々スパルタな面も見受けられる。
かつては無色の派閥の召喚師であった。オルドレイクの弟子であり、その才能は彼も認めていた。故郷消滅がオルドレイクの仕業であることを知り、彼が研究していた二本の魔剣を持ち去り派閥を抜けたものの、その後の混乱で失ってしまう（このうちの一本が主人公の手にする「碧の賢帝」であり、カイル一家はもう一本を探し出し「碧の賢帝」ともども処分するためヤードに協力している）。
逃走の途中、たまたまスカーレルと再会し、客分としてカイル一家に身を寄せることになる。小説版では船を降りて、主人公と同じく島に残り教師をしている。

### 護人
「忘れられた島」にある4つの集落を護る代表者たち。「ロアーズ」とも呼ばれる。過去に島で起こった出来事から、当初は主人公たち人間を拒絶していたが、カイル一家と同じく、彼らもかけがえのない仲間へとなっていく。4人とも無色の派閥の実験施設の責任者であったハイネル・コープス（声 - 関智一）に縁がある。遺跡から力を得ることによって、抜きん出た戦闘力と不老に等しいほどの長寿を得た。その一方、島から出れば無力に等しい存在になってしまうという制約も抱えているが、遺跡のコアと直結している魔剣の傍にいれば島の外でも問題なく活動できる。
アルディラ
声 - 久川綾
機界集落「ラトリクス」の護人。機界の人類である融機人（ベイガー）の女性。理知的で聡明だが、人に頼るのが苦手な一面も。
攻撃に特化した召喚師タイプのキャラクター。クラスチェンジ次第でドリルが装備できるようになる。
魔剣の核識であり、忘れられた島を召喚獣たちの楽園にしようとした召喚師ハイネル・コープスの護衛獣にして恋人だった。遺跡の起動を強制する洗脳に近いプログラムを何者かに施されている。強く純粋な心を持つが、一方で脆い部分も。
キュウマ
声 - 藤原啓治
鬼妖界集落「風雷の郷」の護人。郷の長でもある鬼姫・ミスミに仕えている鬼忍。誠実かつ真面目な性格で恋愛沙汰に弱い。元々の主はミスミの夫リクトであり、彼が亡くなった後も彼の遺言に従い、ミスミと主君の遺児たるスバルに仕えている。
覚えるスキルがとても豊富で、忍者らしく敵の虚をつき大打撃を与える戦法が得意。クラスチェンジ次第で投具や爪を装備できるようになる。
ファルゼン
声 - 田中一成
霊界集落「狭間の領域」の護人。非常に寡黙な冥界の騎士。本体は霊体だが、霊力の消耗を避けるために特別な鎧を装備しており、鎧の中の真の姿を知る者は側近のフレイズのみである。
その正体はハイネル・コープスの実妹ファリエル・コープスの幽霊である。
物理攻撃・防御力には優れている反面、魔法攻撃にとても弱い。クラスチェンジ次第で斧を装備できるようになる。
ヤッファ
声 - 中田譲治
幻獣界集落「ユクレス村」の護人。独自の「まじない」を使う虎型の亜人・フバース族である。良くも悪くもマイペースなため少々面倒臭がりなところが玉に瑕だが責任感はあり、いざという時の行動力も高い。落ち着いた思慮深い性格の持ち主でもあり、護人たちの意見が対立した時は仲裁役となることも多い。ハイネルの護衛獣でありながら、彼や同じ立場のリクトとは友人だった。また、護人たちの中でも力をかなり制限されているらしく今の姿は本来の姿に程遠いとのこと。
戦士タイプとしては高い魔法防御力を持つ。爪を最初から装備できる唯一のキャラクター。

### 島の住民
島の住民は各集落で個別に暮らしているだけだったが、主人公たちが島にやってきてからは積極的に他集落を訪れたりするなど、少しずつ変わっていく。主人公たちと同じく、島に漂着した者たちも。

#### 機界集落「ラトリクス」
クノン
声 - 立野香菜子
護人・アルディラの補佐的存在。外見は人間の少女そのものだが、実は医療看護用自動人形（フラーゼン）という機械人形。形式番号は「AMN-7H」。アルディラの身の回りの世話や体調管理を目的に召喚された。またある程度の戦闘能力もあるため、彼女の護衛も行っている。アルディラを慕っており、彼女に仕えているのは任務だからだけではなく、自分がそう望んでいるから、でもあるらしい。人間らしい感情を持つこともできるようだが、アルディラ以外の他者との交流がほとんどなかったため、その機能はほとんど未発達。そのためか考えに杓子定規な所があり、やや融通がきかない。島の外から来訪し積極的に交流を図る主人公に影響を受けたアルディラの姿を見て、彼女の笑顔を見せる理由を知りたいと思うようになり主人公に様々な質問を問いかけてくるようになる。その後感情が芽生えるようになるが処理しきれず熱暴走を起こしてしまい、自分を破壊しようとする。主人公とアルディラの尽力でことなきを得て、彼女を守るために戦列に加わる。感情を知るためにスカーレルから恋愛小説を借りて読むようになる。武器は槍（自身の腕を鋭角化させた突きで攻撃するため）で、PSP版ではクラスチェンジ次第でドリルを装備できるようになる。また、専用の召喚術を持つ（PSP版では専用ではなくなっている）。
ヴァルゼルド
声 - 杉田智和
スクラップ場に打ち捨てられていた機械兵士。形式番号は「VR731LD」。故障して身動きが取れなくなり、数十万時間もの間、エネルギーの補給を行えないままガラクタに埋もれていた。たまたま近くを通りかかった主人公に助けを求め、それ以来自分のために懸命に奔走してくれる主人公を「教官殿」と呼び、慕うようになる。兵士らしく語尾に「であります」とつけてしゃべり、寝ぼけてあらぬことを口走るなど、人間臭い一面も持ち合わせている。しかし、修理が完了して最後の調整が終わった時、彼は意外な行動に出る。PSP版では戦闘前の会話で自我が残っていることが示唆されている。

#### 鬼妖界集落「風雷の郷」
ミスミ
声 - 小山茉美
護人・キュウマと共に郷を束ねる鬼人族の姫君。かつて郷を治めていたリクトの妻であり、彼の亡き後はキュウマの助けを借りて郷を護ってきた。一児の母であるが、若々しいその容貌からはとてもそうは見えない。夫の忘れ形見であるスバルをとても可愛がっている。招かれざる客である主人公達に対して、積極的に親交を深めようとするなど、過去や偏見に囚われることなく行動することができる優れた人物。好奇心が旺盛で茶目っ気があるなど、親しみやすい人柄の持ち主でもある。また結婚前は薙刀を手に戦場を駆け巡り、風の術を得意としたことから「白南風の鬼姫（しらはえのおにひめ）」の異名をとるほどの女傑だったらしい。
スバル
声 - 大本眞基子
ミスミの一人息子。「豪雷の将」と呼ばれていた亡き父リクトの血を強く受け継いでいるらしいが、今はまだやんちゃ盛り。父親の顔も知らないが、死してなお英雄として郷の者の尊敬を集める父に強い憧れを抱いており､将来はリクトのようになりたいと、キュウマから武術を習っている。リクトはハイネルの護衛獣であったため他の護人たちとも旧知の仲であり、アルディラ曰くスバルは「父親によく似ている」とのこと。
ゲンジ
声 - 銀河万丈
名もなき世界の「ニッポン」という場所から召喚されてきた厳格な老人。現在は気妖怪集落の外れで暮らしている。
リィンバウムに召喚される前は教師をしていたらしく、主人公に対して教師としての心構えを説くことも。お茶の葉を育て煎れる腕前は、お茶好きのヤードを唸らせるほど。
番外編では登場しない。

#### 霊界集落「狭間の領域」
ファリエル
声 - 夏樹リオ
時折主人公の前に現れる霊体の少女。「狭間の領域」の住人。かつては無色の派閥に所属しており、島での動乱の際は召喚獣側について戦死した。見た目は華奢で物腰も丁寧だが性格は闊達で、召喚術よりも剣を用いた白兵戦の方が得意。心の優しい少女で他人を助けるために無茶をすることが多く、フレイズから注意されることもある。
ハイネル・コープスの実妹にして、ファルゼンの正体。生前は無色の派閥の人間であったことなどからフレイズ以外には自らの正体を隠していたが、とある機会で明かすことになる。自分が無色の考えに染まらなかったのは兄がいてくれたから、と唯一の肉親にして優しかった兄のことを今も尊敬している。また、兄の恋人であったアルディラのことを姉さんと呼んで慕っている。そのアルディラですら、自ら正体を明かすまでファリエルがファルゼンとなって生き長らえていることに気がついていなかった。正体を明かしてからは、住民たちの前でもファリエルとして接するようになった。自分の感情に素直なソノラに対して密かに憧れを抱いており、親友となった。
死因が焼死であるため、現在でも強い炎を見ると怯えてしまう。小説版ではヤッファと共に敵の術者に対して反撃を行い、肉体でなく魂そのものを斬るという力を見せている。
フレイズ
声 - 中村悠一
護人・ファルゼンの補佐的存在であり、参謀的役割を果たす天使の青年。ファルゼンに対して絶対の忠誠を誓っており、何よりファルゼンのことを第一に考える。天使だけに真面目で礼儀正しく女性に優しい。反面、粗暴な人物や天使の敵である悪魔を毛嫌いしている。
嘘が苦手な様子。豊穣の天使アルミネに憧れている。アルミネ同様「愛する者のためにエルゴの意志に反した天使＝堕天使」となった。ファリエルが幽霊として存在できるのは彼の力による。実際には彼女を「幽霊」として現世に留めた行いはエルゴの意志に反する行動であり、フレイズ自身はそれにより「堕天使」になっている。
ファリエルのことは自分より他人を考え無理をしがちな彼女が争い事や厄介事に巻き込まれないよう厳しく接する。しかしそれだけ彼女を心から大事に想い、ファリエル自身もフレイズには感謝をしている。また元々フレイズはファリエルの護衛獣で、ファリエルは一度だけ「誓約に基づく命令」としてフレイズの叱責を撥ね除けている。
マネマネ師匠
声 - 山崎たくみ
「狭間の領域」の一画にある「双子水晶」の住民。相手とまったく同じ姿に変身する能力を持っている。ものまねとダンスが得意ないたずら好きの幽霊。

#### 幻獣界集落「ユクレス村」
マルルゥ
声 - 杉本沙織
幻獣界メイトルパに咲くルシャナという花から生まれた妖精。身体は子猫ほどの大きさだが、物怖じしない性格でとても人懐っこく、人が笑っているのを見ると幸せになる、と島を飛び回っては色々な人のお手伝いをしている。反面、人の悲しみや痛みなどの負の感情を感じると元気を失ってしまう。世話好きでぐうたらした生活を送っているヤッファに説教をすることも。人の名前を覚えるのが苦手で、自分で勝手につけたあだ名で呼んでいる（主人公は先生さん、スバルはヤンチャさん、パナシェはワンワンさん、ヤッファはシマシマさんなど）。小さいと言われると本気で怒る。弓を武器とし獣属性の召喚術を操る。また命中させた相手を必ず眠らせる「フローラルアロー」も得意とする。
パナシェ
声 - 野田順子
犬型の亜人・バウナス族の少年。スバルやマルルゥの遊び友達。スバルにからかわれる事も多くある。真面目で素直な性格の男の子だが、怖がりで気弱なところがある。
シアリィ
声 - 広橋涼
幻獣界集落に住む獣人の娘。料理を教えてもらったことが縁で、オウキーニに想いを寄せるようになる。彼のために食材探しに励んでいる。オウキーニは当初「海の男である自分が陸にしがらみを残してはいけない」とシアリィの告白を断ろうとしていたが、兄貴分であるジャキーニは後に「ウチの弟分の嫁さん候補」としてシアリィを受け入れたようである。

#### その他
メイメイ
声 - 小松由佳
謎多きへべれけ占い師。前作に引き続き登場。行き倒れになっていたところを主人公たちに助けられた。
後に島内で占いや雑貨の店を開く。お店の代金としてお酒を請求するほどの酒好きでもある。なお、条件次第では主人公達と行動を共にすることもある。
イスラ
声 - 鈴村健一
主人公たちと同じく、島に流れ着いてきた青年。ショックで衰弱し記憶を失っている。どこから来たのかも覚えていない。島の子どもたちと仲良くなり遊び相手としてともに暮らすことになる。
正体は、アズリアの実弟イスラ・レヴィノス。死の呪詛により、耐え難い苦しみを死の寸前まで与えられ、それでも生かされるという呪いにかかっていたが、無色の派閥を頼り、非道に手を染めることで回復した。記憶喪失であることも虚構であり、帝国軍諜報部の特務軍人。しかし、それもまた虚構で、ビジュとともに無色の派閥の同志として暗躍していた。しかし、それもさらに無色の派閥に復讐をするための下準備にすぎず、遂には無色の派閥に対して牙を剥いた。魔剣の片割れ「紅の暴君（キルスレス）」の適格者であり、主人公と同じように抜剣覚醒が可能。人を傷つけることを厭わない彼は、主人公よりもはるかに強い力を発揮してしまう。

### ジャキーニ一家
主人公たちよりも前に、「忘れられた島」に漂着した海賊たち。カイル一家とは面識があるらしい（スカーレル曰く「腐れ縁」）。
ジャキーニ
声 - 稲田徹
一家の頭領。粗野で後先を考えない性格だが、豪快で非常に面倒見のいい海の漢である。前作に引き続き登場。
海賊でありながら、大の魚嫌い。「だから、陸（おか）に上がるのはいやなんじゃあ！」が口癖。
非常に直情的で問題に直面すると「こうなったら戦争じゃあ！」と腕力に訴えようとするなど、はた迷惑極まりない性格だがどこか憎めない人徳（？）を備えている。
畑仕事や果樹栽培に高い才能を持っており、彼の育てた野菜や果物は非常に美味しい。
オウキーニ
声 - 矢部雅史
一家の副船長兼料理番。ジャキーニの義兄弟で「あんさん」と呼び慕っている。格闘術とストラの使い手であり、シルターン料理に関しても天性の才能を持っている（帝国にはシルターン出身者による自治区が存在し、オウキーニはそこの出身。「シルターン自治区」は本作では名称だけの登場にとどまるが、「4」では主人公たちが自治区を訪れる話が存在する）。
気質の穏やかな海賊らしからぬ常識人で、後先を考えず突っ走りがちなジャキーニを止めるのも彼の役目。
好き嫌いの激しいジャキーニのために様々な工夫を凝らした料理を作り続けるが、食事を残す者や食料を大事にしない者には容赦のない一面もある。

### 帝国軍
とある品物を運ぶ特殊任務の最中、偶然主人公たちと同じ定期船に乗り合わせ、大嵐に巻き込まれてしまう。主人公たちやカイル一家同様、彼らも「忘れられた島」に流れ着く。
アズリア・レヴィノス
声 - 住友優子
帝国軍海戦隊第6部隊部隊長。輸送中に紛失した２本の「剣」を探して、部下とともに島に上陸する。主人公とは士官学校時代の同期に当たる女性で、主人公に強烈なライバル心を抱いている。主人公と軍学校首席の座を争い合った才媛であり、次席となった時泣いて悔しがった過去がある。男主人公に淡い恋心を抱いている。
剣士としても指揮官としても優秀。軍部の名門レヴィノス家の出身で非常に誇り高いが、女であるがゆえに上層部から煙たがられ、嫌がらせとして士官学校を出ていない成りあがりや軍紀に従わないならず者の寄せ集めである第6部隊に隊長としてあてがわれた。にも拘らず率先して規律を守り、模範となって部隊をまとめあげた。反面、任務遂行のためなら私情を捨て去る軍人らしさも併せ持つ。病弱な弟・イスラの代わりにレヴィノス家の後継者候補となっている。
必殺技は超高速の連続突き「秘剣・紫電絶華」。
カルマルートでは無色の派閥から主人公をかばい死亡するが、彼女の死が引き金で主人公は魔剣に意識を乗っ取られることになる。
ギャレオ
声 - 天田真人
アズリアの副官で格闘術とストラの使い手。岩を組み上げたような大柄な体格。要領がいい方ではないが、忠誠心と腕力は部隊随一。
現地徴用された叩き上げの軍人であり、見栄や体面を気にする軍上層部の風潮を苦々しく思っている。
ビジュ
声 - 高木渉
帝国軍所属の軍人。加虐心が強く、任務にかこつけて自らの欲求を満たすために卑怯な戦法を好むため、軍をたらい回しにされて第6部隊に流れ着いた。アズリアに対しても反抗的な態度を取ることが多く、命令違反も度々行っている。
ギャレオ曰く、彼は元からこのような性格ではなく、戦争で捕虜となって拷問を受けたのを境に別人のようになってしまったのだという。顔には大きな刺青が施されているが、これはその時に受けた火傷の痕を隠すためのものであるという。

### 無色の派閥
召喚術による世界刷新や国家転覆など過激な思想を持つ召喚師の集団。暗殺組織などとも手を結んでおり、その内情を知る者たちから忌み嫌われている。何者かに持ち去られた派閥の至宝の行方を追って、忘れられた島にやってきた。召喚術が家系ごとに伝わる秘伝の術であった時代の伝統を受け継ぐ家も多く、一般には知られていない召喚術を駆使する者も多くいるとされる。
オルドレイク・セルボルト
声 - 山崎たくみ
無色の派閥の大幹部でセルボルト家の現当主。召喚師として極めて強大な魔力を持ち、鬼属性・霊属性召喚術を得意とする。しかし、抱いている野望は実力以上に大きく、自分以外の人間を道具としか見ていない節がある。『サモンナイト』にも登場。
本来はセルボルト家の人間ではなく、その能力によってツェリーヌを妻としてセルボルト家に迎えられ家督を継いだ。また、古代の強力な召喚術や伝承にも精通しており、世界を破滅に導くような技術の探求や捜索を行うなど、後の時代への影響力も大きい人物である。
ツェリーヌ・セルボルト
声 - 牧島有希
「死霊の女王」の二つ名を持つオルドレイクの妻。霊属性の召喚術を行使し、夫の野望のために尽力する。セルボルト家は彼女の家系。
ウィゼル・カリバーン
声 - 上別府仁資
オルドレイクの護衛として雇われている凄腕の剣豪。特に居合いを得意とする。刀鍛冶としても(寧ろ彼にとってはこちらが本業)超一流の腕を持ち、剣の奥義を会得しているのもその過程でしかない。必殺の「居合斬り・絶」は、離れた場所の物を斬り裂き、鋼すら両断する冴えを誇る。
鬼妖界の龍神の血を引く一族の末裔であり、メイメイとは旧知の仲。『サモンナイト』にも登場。武器の「声」を聞くことができるという特殊な能力の持ち主。
砕かれた「碧の賢帝」の破片を集めて修復し「果てしなき蒼」として再生させるが、その過程で魔剣の構造を理解してしまうなど非常に高い技術をもっている。彼はこの経験を生かし、同様にサモナイト鉱石製の剣を打ち出しているが、それが『サモンナイト』に登場するサモナイトソードである。
ヘイゼル
声 - ゆかな
無色の派閥に雇われている女暗殺者。犯罪組織「赤き手袋」の構成員で「茨の君」の二つ名を持つ。スカーレルとは顔見知りらしい。
ある条件によって彼女の正体が明らかになる。

## 主題歌
オープニングテーマ「太陽が呼んでいる」
作詞・作曲 - 藤田千章 歌 - 加藤いづみ
エンディングテーマ「Lovelite」
作詞・作曲 - 藤田千章 歌 - 松本英子